# Polydesmus xanthocrepis
Polydesmus xanthocrepis är en mångfotingart som beskrevs av Carl Graf Attems 1898. Polydesmus xanthocrepis ingår i släktet Polydesmus och familjen plattdubbelfotingar. Inga underarter finns listade i Catalogue of Life.